# 콘투르시테르메
콘투르시테르메(이탈리아어: Contursi Terme)는 이탈리아 캄파니아주 살레르노도에 위치한 코무네이다.